# Cerberilla bernadetti
Cerberilla bernadetti är en snäckart som beskrevs av Tardy 1965. Cerberilla bernadetti ingår i släktet Cerberilla och familjen snigelkottar. Inga underarter finns listade i Catalogue of Life.